# Применение химического оружия в Гуте
Применение хими́ческого оружия в Гу́те (араб. الهجوم الكيميائي على الغوطة‎) — эпизод войны в Сирии, произошедший в пригороде Дамаска — Гуте в августе 2013 года. В результате атаки, по разным источникам, погибло от 281 до 1729 человек, значительное число погибших — дети.
Согласно данным расследования ООН, ночью 21 августа по контролируемым оппозицией жилым районам были выпущены несколько ракет с боеголовками, содержавшими в общей сложности порядка 350 литров зарина — отравляющего вещества нервно-паралитического типа.
По данным доклада международной гуманитарной организации Human Rights Watch, «имеющиеся доказательства дают веские основания полагать, что правительственные силы Сирии несут ответственность» за химическую атаку в Гуте.
Сирийские власти и оппозиция обвиняли в случившемся друг друга. Многие наблюдатели отмечают, что вокруг событий в Гуте идёт полномасштабная информационная война. Международные оценки событий также отличаются: США и ещё 36 стран обвиняли в применении химоружия правительственные силы Сирии. Напротив Россия, Иран и Сирия обвиняли в атаке вооружённую оппозицию. Регулярно сообщалось о неких «доказательствах» вины той или иной стороны, которые предоставляют друг другу Россия, Сирия, США, Франция, Великобритания и другие страны, однако подробности этих «доказательств» не публикуются, либо признаются противоположной стороной «неубедительными».
По состоянию на 19 сентября 2013 года международным сообществом по предложению России была принята договорённость о присоединении Сирии к конвенции о запрещении химического оружия, передаче контроля над химическим оружием Сирии международному сообществу и уничтожению запасов ОМП Сирии к 2014 году. Сирийские власти подтвердили готовность выполнить данные обязательства. США подтвердили намерение воздержаться от военной интервенции в Сирию в случае выполнения предложенного Россией плана, но оставили за собой право на применение силы, если Дамаск нарушит взятые на себя обязательства.

## Предыстория
Вооружённый конфликт в Сирии между правительственными силами и вооружённой оппозицией продолжается с марта 2011 года. 6 февраля 2013 года повстанцы атаковали столицу Сирии Дамаск. Бои развернулись в районе Джобар. Однако взять столицу не удалось. В мае 2013 года повстанцы были блокированы в районе оазиса Гута, после того как войска Асада вернули контроль над Отейба. Силы повстанцев были представлены группировками «Джебхат-ан-Нусра» и «Лива аль-Ислам» (Свободная армия Сирии), которые, как ранее сообщалось, совершали военные преступления.
19 марта 2013 года в районе Алеппо был применён химический боезаряд, после чего по просьбе правительства Сирии была создана комиссия при ООН по расследованию инцидента во главе с Оке Селстромом. Всего в ООН до августа 2013 года поступило 13 докладов о применении химического оружия, однако были ли это различные случаи, не установлено. Комиссия Селстрома прибыла в Сирию для расследования 18 августа 2013 года.

## Ход событий

Карта мест предполагаемого применения химического оружия (выноски), наложенная на карту контролируемых правительством (оранжевый цвет), оппозицией (сине-зелёный цвет) и спорных (зелёная штриховка) территорий по состоянию на 21 августа 2013 года (данные Государственного департамента США)

Инцидент имел место глубокой ночью (по разным источникам от 1:30 до 4 часов по местному времени (UTC+3)) 21 августа (из-за разницы в часовых поясах, в западном полушарии в то время было ещё 20 августа, с чем связана разница в датировке атаки). В 8 точках в пригородах Дамаска, на востоке и юго-западе, контролируемых оппозицией, были зафиксированы похожие отравления людей без видимых физический увечий. Пострадавшие доставлялись в медицинские учреждения, где им оказывалась первая помощь. Также сообщалось о проявлении симптомов у некоторых медицинских сотрудников, оказывавших первую помощь пострадавшим.
Согласно данным французской разведки, глубокой ночью 21 августа правительственные войска нанесли массированный удар по силам оппозиции в районе Дамаска с целью снять угрозу со стратегически важных объектов в столице. В ходе атаки применялась авиация, артиллерия и ракетные установки. После артиллерийской подготовки примерно в 6 утра началось наступление наземных правительственных войск. Однако однозначных сведений о том, что химическая атака была проведена именно правительственными силами, а не оппозицией (как утверждает правительство Сирии) так и не поступило. Существует мнение, что атака была проведена силами самой оппозиции для создания официального повода для вторжения в Сирию военных сил США и НАТО.
20 августа 2013 года со ссылкой на представителей оппозиции канал Al Arabiya через Twitter сообщил о гибели более чем 500 человек в результате газовой атаки восточнее Гуты. Сразу после происшествия в интернете были размещены многочисленные видеозаписи, показывающие доставку в медицинские учреждения большого количества пострадавших, в том числе детей. Показанные на видеозаписях симптомы: затруднённое дыхание, двигательные расстройства, судороги, а также действия медицинского персонала: освобождение пострадавших от одежды и обмывание их водой характерны для поражения нервно-паралитическими отравляющими веществами. Эксперты отметили, что подделать подобные записи было бы сложно. Однако сами по себе записи лишь демонстрируют факт атаки, но не дают никакой информации о том, кем была проведена атака.

## Ракеты, которыми производились атаки
По данным инспекторов ООН, головные части ракет, которыми производились атаки химическим оружием, могли быть как кустарного производства, так и штатными.
На одной из ракет были элементы маркировки на кириллице: «Г ИШ4 25-67-179К». По словам директора Центра анализа стратегий и технологий Руслана Пухова, это 140-мм реактивный снаряд от советской РСЗО БМ-14-17 образца 1952 года: «Цифра 179, дважды встречающаяся на снаряде, — это номер завода 179 — Новосибирского завода „Сибсельмаш“, одного из основных в СССР производителей неуправляемых реактивных снарядов различных типов. А индекс „4-67-179“ расшифровывается как „4-я партия 1967 года выпуска, завод № 179“». По его словам, «РСЗО БМ-14-17 у сирийцев давно сняты с вооружения, да и снаряды серии М-14 к ним давно вылежали все предельные сроки хранения». Пухов считает, что использовать столь старые вооружения могли скорее повстанцы, чем сирийские власти, у которых есть возможность применять более современные установки «Град».
Другой снаряд, найденный инспекторами ООН, имел калибр 360 мм. Пухов заявил, что это не промышленное, а скорее всего кустарное изделие, и что «вряд ли такие примитивные боеприпасы делает и использует сирийская армия».

## Жертвы
Количество жертв атаки отличается в разных источниках: от 300 до 1500 человек. По данным неправительственной организации «Врачи без границ» количество пострадавших оценивается в 3 600 человек. На основе симптомов жертв (острый нейротоксикоз от фосфорорганических соединений) предполагается, что произошло применение боевого отравляющего вещества нервно-паралитического типа, вероятно, зарина. Запасами этого оружия обладают правительственные силы Сирии, в свою очередь правительственные СМИ Сирии утверждают, что и оппозиция обладает запасами подобных веществ, доставляемыми из-за границы.

## Расследование
Сирийские власти и оппозиция обвиняли в случившемся друг друга. Развернулась информационная война, в ходе которой правительственные силы, оппозиция, а также СМИ и общественные организации других стран предоставляли материалы, якобы доказывающие их точку зрения.
После инцидента, утром 21 августа, власти Сирии отвергли сообщения о применении химического оружия в Дамаске. Российская сторона в лице МИД РФ уже в день атаки подтвердила, что она имела место, но предложила версию, что имел место запуск повстанцами самодельной ракеты.
Количество жертв атаки также отличается в зависимости от интерпретирующей события стороны. Российская сторона утверждала, что в ходе атаки погибло чуть более 300 человек, американская сторона утверждала о гибели 1429 человек, в том числе 426 детей.

### Доклад правозащитной организации Human Rights Watch
10 сентября 2013 года неправительственная правозащитная организация Human Rights Watch представила свой 22-страничный доклад «Атаки на Гуту: анализ предполагаемого применения химического оружия в Сирии». По мнению правозащитников, именно власти Сирии ответственны за химическую атаку под Дамаском 21 августа 2013 года. «Имеющиеся доказательства дают веские основания полагать, что правительственные силы Сирии несут ответственность за химические атаки в двух пригородах Дамаска 21 августа. В этих атаках, унёсших жизни сотен мирных жителей, в том числе многих детей, очевидно, использовался боевой нервно-паралитический газ, наиболее вероятно — зарин».

### Миссия ООН
18 августа 2013 года в Сирию прибыла миссия ООН во главе со шведским учёным Оке Сельстремом, чтобы расследовать предполагаемое применение химического оружия в районе Алеппо 19 марта 2013 года.
26 августа, после принятия СБ ООН решения о расследовании новой предполагаемой атаки, эксперты начали работу в окрестностях Гуты.
28 августа инспекторы ООН покинули территорию страны и прибыли в Ливан. Представитель генсека ООН Мартин Несирки сказал, что эксперты смогут предоставить лишь предварительный отчёт. Сделать вывод о том, применялось ли химоружие в Сирии, можно будет только после проведения лабораторных анализов собранного экспертами материала.
16 сентября 2013 года отчёт был опубликован. Согласно этому отчёту, «имеющие отношение к окружающей среде, химические и биологические образцы, которые мы собрали, предоставляют чёткие и однозначные доказательства того, что ракеты класса земля-земля, содержащие нервно-паралитический агент зарин были использованы в Айн-Тарма, Мохадамия и Замалка в Гута, районе Дамаска». Эксперты сумели идентифицировать несколько ракет класса земля-земля как 140 мм ракеты БМ-14 советской разработки и 330 мм ракеты, предположительно кустарного производства.

### Доказательства, предъявленные правительствами стран
Согласно сообщениям СМИ, различные доказательства о вине сторон предъявляли Россия, Сирия, США, Франция, Великобритания и другие страны, однако подробности этих доказательств не публикуются.

### Резолюция Европарламента
Европарламент на пленарной сессии 12 сентября 2013 года в Страсбурге принял резолюцию по ситуации в Сирии, в документе говорится:

«…по информации из различных источников, именно сирийские власти ответственны за применение химоружия.»
«Применение химического оружия в Сирии является военным преступлением и преступлением против человечности. В этой связи необходимо принять четкие, сильные и точно направленные совместные меры, не исключая мер по устрашению.»

### Доказательства применения ОМП оппозицией
- Косвенные

19 марта 2013 сирийское официальное информационное агентство сообщило, что в районе города Алеппо повстанцы применили химическое оружие, выпустив из района Нейраб содержащую химические вещества ракету по району Хан-эль-Асаль. В результате атаки погибли 15 человек, большинство из которых — мирные жители. В дальнейшем количество погибших увеличилось до 16 человек, около 100 пострадали. Тип отравляющего вещества не упоминался, однако при вдыхании оно вызывало удушье, конвульсии и смерть. Поскольку представители оппозиции обвинили в применении химического оружия правительство Сирии, правительство Сирии обратилось к ООН с просьбой провести расследование этого случая, однако стороны не пришли к соглашению. Член комиссии ООН Карла Дель Понте в мае 2013 года заявила, что ответственность за химическую атаку несут повстанцы, однако в итоговом отчёте комиссия констатировала отсутствие достаточных доказательств для установления вины той или иной стороны.
Согласно заявлению МИД РФ, ведомство передало в ООН профессиональные доказательства того, что применялся зарин, изготовленный кустарно, а также материалы о причастности сирийской оппозиции к ряду случаев применения ОМП.
30 мая 2013 года в провинции Адана на юге Турции сотрудники турецких спецслужб арестовали 12 человек из сирийской антиправительственной группировки «Джебхат-ан-Нусра», у которых изъяли контейнеры с 2 кг отравляющего газа «зарин». 2 июня 2013 года в ходе контртеррористической операции в сирийском городе Хама у боевиков было изъято две банки с зарином. В июле посол Турции в России сообщил, что после тщательной проверки выяснилось, что предполагаемых боевиков задержали не с зарином, а с антифризом.

### Доказательства применения ОМП правительством Сирии
- Прямые

26 июня 2013 года США и Великобритания «предоставили комиссии ООН доказательства по меньшей мере 10 случаев использования химоружия властями Сирии». В отличие от России, представившей 9 июля в комиссию свои доказательства о применении оппозицией химоружия в марте в г. Хан аль-Ассаль, западные страны не нашли доказательств его применения оппозицией.

## Предложение о международном контроле за химическим оружием в Сирии
Предложение о международном контроле за химическим оружием в Сирии было высказано Россией. На него последовала реакция многих сторон конфликта и отдельных стран. Российский план предусматривал поэтапный процесс ликвидации химического оружия Сирии. Во-первых, эта страна должна присоединиться к Организации по запрещению химического оружия (ОЗХО). Затем официальный Дамаск должен задекларировать все места хранения и производства отравляющих газов. На следующем этапе Сирия должна пустить на свою территорию инспекторов ОЗХО, а затем решить, кто займётся уничтожением запасов химоружия. О согласии Сирии с планом уже заявил находившийся в Москве глава МИД Арабской республики Валид Муаллем.
Предполагалось, что порядок совместной утилизации сирийского химоружия будет утверждён в обновлённой программе Нанна-Лугара. Этот документ, принятый в 1992 году, был нацелен на сокращение угрозы от оружия массового поражения в странах бывшего СССР. Его срок действия истёк 17 июня, и в настоящее время США и Россия ведут переговоры по созданию нового договора в этой области.
Новый план потребовал не только согласия Сирии и посредничества России, но и согласия с ним американской стороны. По замыслу российского МИД, в плане урегулирования проблемы химического оружия в Сирии не может быть ультиматумов или угроз применения силы.

## Уничтожение ОМП Сирии
В октябре 2013 года эксперты Организации по запрещению химического оружия (ОЗХО) приступили к ликвидации запасов отравляющих веществ правительственной армии Сирии. В частности, с помощью тяжёлых грузовиков были уничтожены средства доставки химического оружия, в числе которых боеголовки ракет и авиационные бомбы. Ранее представитель России в ООН Виталий Чуркин сообщил, что международные инспекторы начнут свою работу 7 октября.
В группу экспертов вошли 33 человека, из которых 19 относятся к ОЗХО, а остальные — сотрудники ООН. Известно, что инспекторы — граждане России, США, Великобритании, Чехии, Узбекистана, Китая, Канады, Нидерландов и Туниса. Согласно объявленому плану, они должны проверить все объекты, на которых хранится химическое оружие, оценить его запасы и, разработав комплекс мер по ликвидации, проконтролировать уничтожение отравляющих веществ, объём которых составляет около 1000 тонн (по другим данным  — 1300 тонн зарина, горчичного газа и других нервно-паралитических агентов, среди которого 800 тонн промышленных химикатов). Предполагалось, что все работы будут завершены уже через девять месяцев, а затраты участвующих сторон составят около миллиарда долларов.
Прогресс в сирийском кризисе стал возможным благодаря соглашению, заключённому между главой МИД России Сергеем Лавровым и госсекретарём США Джоном Керри в середине сентября на конференции в Женеве. Вашингтон пообещал не проводить военную операцию против Дамаска, если тот, в свою очередь, будет чётко придерживаться плана разоружения.
Уничтожение сирийского химического оружия осуществлялось в международных водах на оснащённом специальным гидролизным оборудованием американском судне Cape Ray. По состоянию на апрель 2014 года с территории Сирии было вывезено 65 % запасов химического оружия. Предполагалось, что к 27 апреля 2014 года всё сирийское химоружие будет вывезено с территории страны, а к середине 2014 года оно будет уничтожено. Вывоз химического оружия был завершён 23 июня 2014 года.
В апреле 2017 года, после химической атаки в Хан-Шейхуне, министр обороны США Джеймс Мэттис заявил что Сирия продолжает хранить химическое оружие в нарушение своих договорённостей и заявлений о том, что она избавилась от него.